# Adrium
Adrium is een kevergeslacht uit de familie van de boktorren (Cerambycidae). De wetenschappelijke naam van het geslacht werd voor het eerst geldig gepubliceerd in 1866 door Pascoe.

## Soorten
Adrium omvat de volgende soorten:
- Adrium artifex (Newman, 1842)
- Adrium catoxanthum (White, 1855)